# Szuper Beton
L'equip Szuper Beton és un equip de ciclisme hongarès, d'origen irlandès, actualment amateur però que va tenir categoria continental de 2013 a 2015, i anteriorment va ser Continental professional de 2010 a 2012.
L'equip va néixer com a successor de l'equip LPR Brakes-Farnese Vini. El 2011 es va fusionar amb el Ceramica Flaminia. Del 2012 al 2015 se'l va conèixer com a Utensilnord. El 2016 va deixar el professionalisme i va canviar el nom a Szuper Beton.

## Principals resultats
- Trofeu Matteotti: Riccardo Chiarini (2010)
- Volta al Japó: Cristiano Salerno (2010)
- Giro del Friül: Roberto Ferrari (2010)
- Gran Premi de Lugano: Roberto Ferrari (2010)
- Giro de la Província de Reggio de Calàbria: Matteo Montaguti (2010)
- Giro del Medio Brenta: Federico Rocchetti (2013)
- Gran Premi de Budapest: Krisztian Lovassy (2013)

### A les grans voltes
- Giro d'Itàlia
  - 0 participacions

- Tour de França
  - 0 participacions

- Volta a Espanya
  - 0 participacions

## Classificacions UCI
L'equip participa en els Circuits continentals de ciclisme. La següent classificació estableix la posició de l'equip en finalitzar la temporada.
UCI Àfrica Tour
| Temporada | Classificació per equips | Millor ciclista en la classificació individual |
| --------- | ------------------------ | ---------------------------------------------- |
| 2014      | 17è                      | Alessandro Mazzi (62è)                         |

UCI Amèrica Tour
| Temporada | Classificació per equips | Millor ciclista en la classificació individual |
| --------- | ------------------------ | ---------------------------------------------- |
| 2010      | 25è                      | Cristiano Benenati (138è)                      |
| 2011      | 39è                      | Giorgio Brambilla (358è)                       |
| 2012      | 35è                      | Marco Zanotti (127è)                           |

UCI Àsia Tour
| Temporada | Classificació per equips | Millor ciclista en la classificació individual |
| --------- | ------------------------ | ---------------------------------------------- |
| 2010      | 20è                      | Cristiano Salerno (36è)                        |
| 2011      | 49è                      | Michele Merlo (135è)                           |

UCI Europa Tour
| Temporada | Classificació per equips | Millor ciclista en la classificació individual |
| --------- | ------------------------ | ---------------------------------------------- |
| 2010      | 13è                      | Roberto Ferrari (22è)                          |
| 2011      | 46è                      | Paolo Bailetti (224è)                          |
| 2012      | 61è                      | Filippo Baggio (261è)                          |
| 2013      | 24è                      | Krisztian Lovassy (100è)                       |
| 2014      | 89è                      | Balázs Rózsa (328è)                            |
| 2015      | 132è                     | Tibor Róka (1146è)                             |